# 兵庫県道15号神戸三田線
兵庫県道15号神戸三田線（ひょうごけんどう15ごう こうべさんだせん）は、兵庫県神戸市市街地と神戸市北部、三田市方面を結ぶ主要地方道（兵庫県道）である。

## 概要
別名有馬街道とも呼ばれ、六甲山系の北側を南北に通っている。阪神高速7号北神戸線と併走している区間も多い。
谷上駅周辺は神戸電鉄有馬線の旧線をそのまま当県道に転用している。北神急行電鉄の開業の際に神戸電鉄谷上駅が東へ移転したのに伴うもので、旧県道はそのまま残っている。

### 路線データ
- 起点：神戸市兵庫区西多聞通（国道28号交点）[要出典]
- 終点：三田市三輪（国道176号上・兵庫県道37号三田後川上線交点）
- 主要地方道指定区間：神戸市北区 - 三田市[1]

## 歴史
- 1954年（昭和29年）

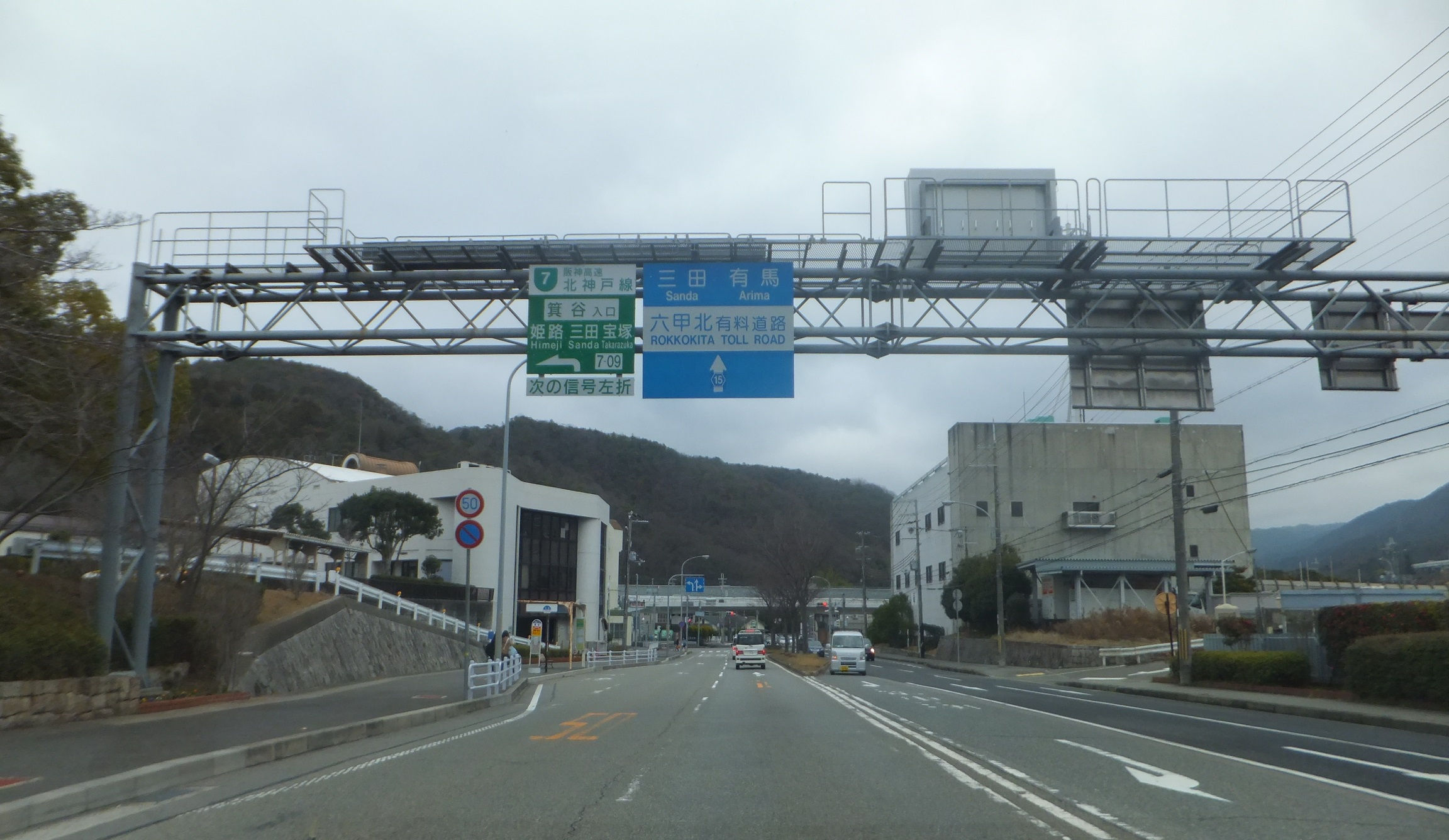
箕谷インターチェンジ付近
神戸市北区山田町下谷上字池ノ内で撮影

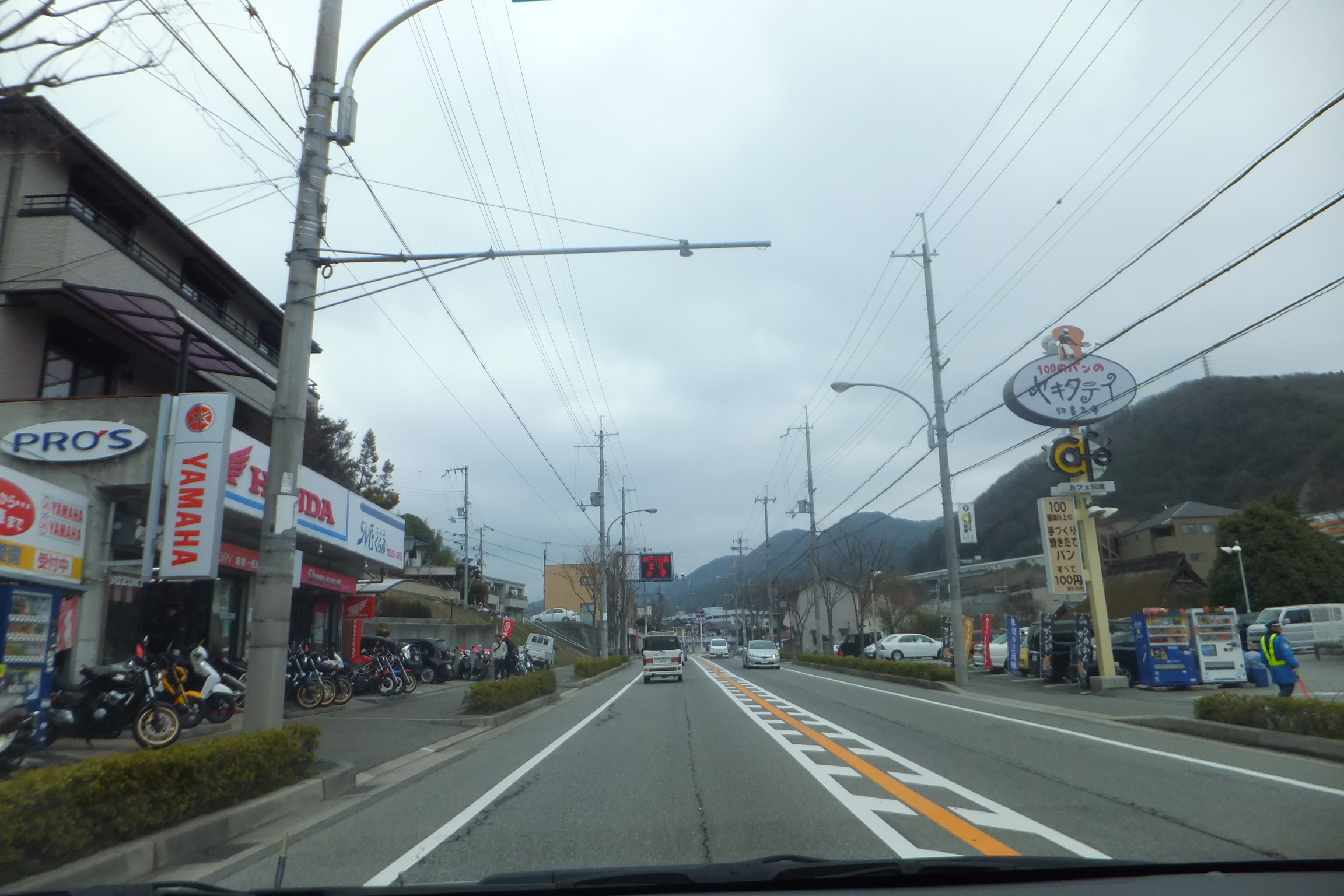
神戸市北区の谷上駅周辺のロードサイド店舗群
神戸市北区山田町下谷上字二ツ樋で撮影

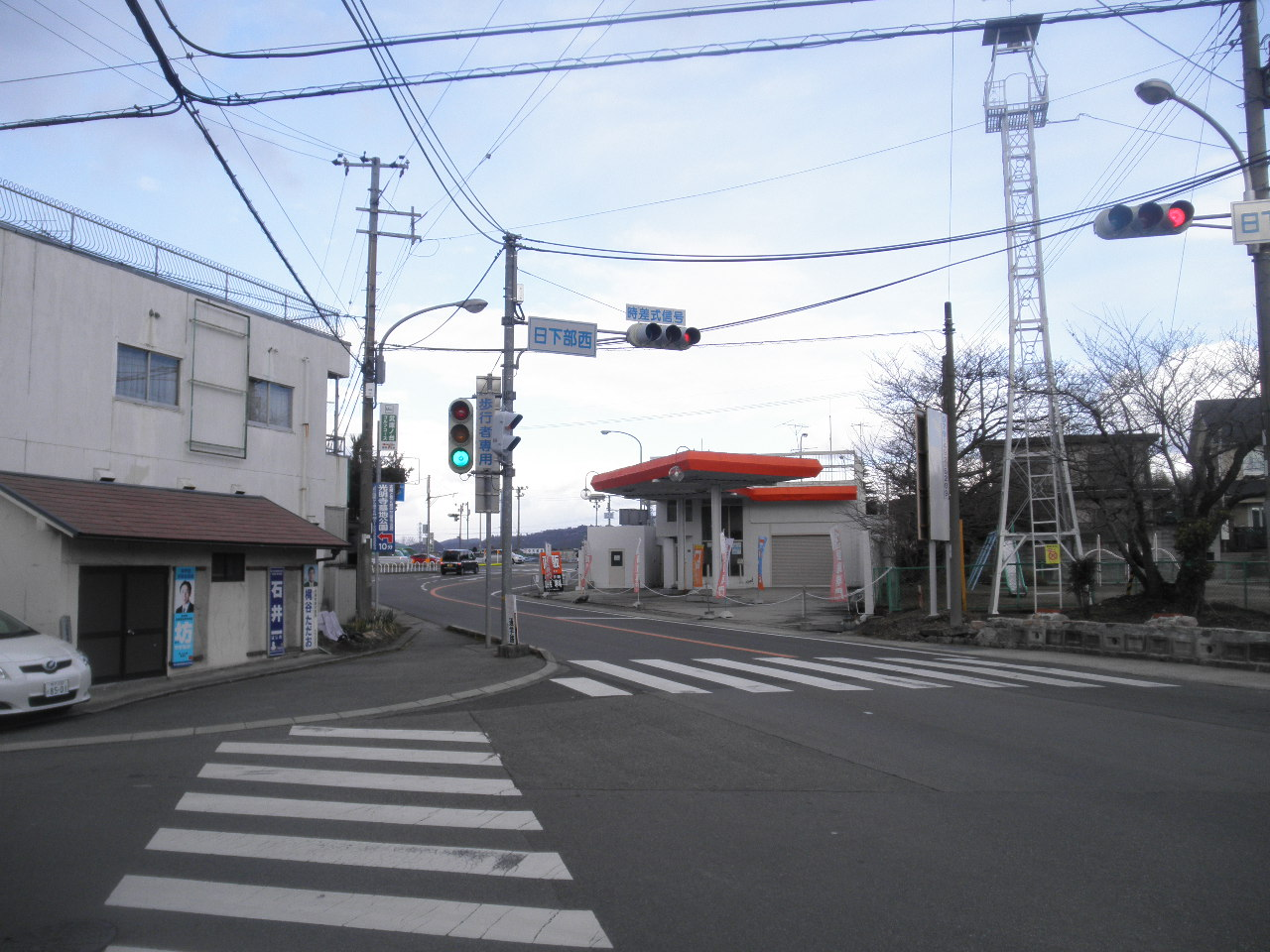
単独区間の終点付近
神戸市北区道場町日下部で撮影

  - 1月20日 - 建設省（当時）が指定県道神戸豊岡線の一部を神戸三田線（兵庫県神戸市兵庫区 - 有馬郡三田町）として主要地方道に指定[2]。
  - 11月24日 - 兵庫県が指定県道4号神戸豊岡線を廃止し主要地方道4号神戸三田線として認定。
- 1959年（昭和34年）11月9日 - 兵庫県が主要地方道15号神戸三田線へ改称。
- 1981年（昭和56年）4月30日 - 皆森（かいもり）交差点以南が一般国道428号に指定、翌1982年（昭和57年）4月1日付けで重複区間となる。
- 1993年（平成5年）5月11日 - 建設省から、主要県道神戸三田線が主要地方道に再指定される[1]。
- 2022年（令和4年）3月30日 - 有馬口トンネル (640 m) を含む区間 (1,060 m) が開通[3]。

## 路線状況

### 別名
有馬街道：皆森交差点 - 有馬口交差点

### 重複区間
- 国道428号（兵庫県神戸市兵庫区・有馬道交差点 - 神戸市北区・皆森交差点）
- 兵庫県道16号明石神戸宝塚線（神戸市北区若葉台・小部峠交差点 - 神戸市北区若葉台・北鈴入口交差点）
- 兵庫県道506号市野瀬有馬線（神戸市北区有野町有野）
- 兵庫県道38号三木三田線（神戸市北区道場町日下部・日下部西交差点 - 神戸市北区道場町塩田・日下部交差点）
- 国道176号（神戸市北区道場町塩田・日下部交差点 - 神戸市北区道場町塩田・道場南交差点）
- 国道176号（神戸市北区道場町塩田・塩田交差点 - 三田市三輪・三輪交差点）

## 地理
ほぼ全線にわたり、神戸電鉄有馬線・三田線が並走しており、市街地もその駅を中心に作られている。

### 通過する自治体
- 神戸市（兵庫区 - 北区）
- 三田市

### 交差する道路
- 国道28号（神戸市兵庫区西多聞通・有馬道交差点、起点）
- 山麓バイパス 天王谷出入口（神戸市兵庫区平野町天王谷西服山）
- 兵庫県道52号小部明石線（山田町下谷上・水呑交差点）
- 兵庫県道197号鈴蘭台停車場線（神戸市北区山田町小部戸口谷・二軒茶屋交差点）
- 兵庫県道16号明石神戸宝塚線（神戸市北区若葉台・小部峠交差点 - 神戸市北区若葉台・北鈴入口交差点）
- 国道428号（神戸市北区山田町下谷上皆森・皆森交差点、主要地方道の起点、ここから単独区間）【北緯34度45分35.9秒 東経135度9分23.2秒 / 北緯34.759972度 東経135.156444度】
- 阪神高速7号北神戸線 箕谷出入口（神戸市北区山田町下谷上池ノ内・箕谷ランプ前交差点）
- 兵庫県道73号山田三田線（神戸市北区谷上西町）
- 兵庫県道95号灘三田線（六甲北有料道路）（神戸市北区有野町唐櫃）
- 兵庫県道51号宝塚唐櫃線（神戸市北区有野町唐櫃）
- 阪神高速7号北神戸線 五社出入口（神戸市北区有野町有野）
- 兵庫県道196号五社停車場線（神戸市北区有野町有野）
- 兵庫県道506号市野瀬有馬線（神戸市北区有野町有野・五社交差点）
- 兵庫県道506号市野瀬有馬線（神戸市北区有野町有野・五社北交差点）
- 兵庫県道195号岡場停車場線（神戸市北区有野町有野）
- 兵庫県道82号大沢西宮線（神戸市北区有野中町4丁目・有野インター交差点）
- 兵庫県道38号三木三田線（神戸市北区道場町日下部・日下部西交差点）
- 国道176号（神戸市北区道場町塩田・日下部交差点）
- 国道176号（神戸市北区道場町塩田・道場南交差点）
- 兵庫県道327号切畑道場線（神戸市北区道場町道場・道場交差点）
- 国道176号（神戸市北区道場町塩田・塩田交差点）
- 兵庫県道357号定塚四軒茶屋線（神戸市北区長尾町宅原・宅原交差点）
- 兵庫県道17号西脇三田線（兵庫県道20号加古川三田線・兵庫県道73号山田三田線 重複）（三田市対中町・八景中学校前交差点）
- 国道176号・兵庫県道37号三田後川上線（三田市三輪・三輪交差点、終点）

### 沿線にある施設など
岡場駅周辺は、イオン藤原台店を中心にファミリーレストラン、自動車販売店、カー用品店などが集積している。商業地区はいかりスーパーマーケットなどのある田尾寺駅付近の有野インター交差点まで続く。他に、大池駅の近くにはマックスバリュ、阪神高速7号北神戸線箕谷出入口の近くにはスーパーマルハチがある。